# Doronicum glaciale
Doronicum glaciale là một loài thực vật có hoa trong họ Cúc. Loài này được (Wulfen) Nyman mô tả khoa học đầu tiên năm 1855.